# Maud Cunitz
Maud Cunitz (* 3. April 1911 in London; † 22. Juli 1987 in Baldham bei München) war eine deutsche Opern-, Operetten-, Lied- und Konzertsängerin (Sopran).

## Leben
Maud Cunitz übersiedelte mit ihren deutschstämmigen Eltern im Alter von drei Jahren von London nach Nürnberg. Nach ihrer Gesangs- und Tanzausbildung ging die junge Sopranistin an das Nürnberger Opernhaus. Dort sang sie im Chor und übernahm kleine Solopartien. Im Jahre 1934 debütierte sie als Agathe in Der Freischütz am Gothaer Stadttheater. Es folgten Engagements an den Musikbühnen von Coburg, Lübeck und Stuttgart, wo sie auch in vielen Operetten brillierte. Trotz ihrer erfolgreich verlaufenden Karriere nahm sie weiterhin Gesangsunterricht bei Stoja von Millinkovic.
Im Jahr 1943 sang Cunitz bei den Salzburger Festspielen die Erste Dame in Die Zauberflöte und die Zdenka in Arabella. Sie stand 1944 in der Gottbegnadeten-Liste. Im Jahre 1945 wurde sie Ensemblemitglied an der Wiener Staatsoper. Ab 1950 gehörte sie zum festen Ensemble der Bayerischen Staatsoper. An genannten Theatern sang sie die großen Partien ihres Faches.
1953 brillierte sie als Gräfin in Capriccio an der Oper von London. Weitere Gastspiele gab die Sängerin u. a. in Paris, Nizza, Düsseldorf und Rom. Zu ihren Glanzrollen zählten die Donna Elvira in Don Giovanni sowie die des Octavian in Der Rosenkavalier.
Neben ihrer Bühnenpräsenz war Cunitz noch rege als Lied- und Konzertsängerin tätig. 1965 beendete sie ihre Bühnenlaufbahn, gab jedoch noch viele Jahre privaten Gesangsunterricht. Die Künstlerin war mit dem Bariton KS Albrecht Peter (1914–2005) verheiratet.

## Auszeichnung
- 1959: Bayerischer Verdienstorden

## Diskografie (Auswahl)
- Don Giovanni. Testament Records, 1955.
- Die sizilianische Vesper. Myto Records, 1993.
- Lohengrin. EMI, 1995.
- Feuersnot. Orfeo d’Or, 1996.
- Fedora. Walhall, 2001.
- Der Freischütz. Naxos, 2003.
- Dapnhe. Gala, 2003.
- Die tote Stadt. Walhall, 2003.
- Fidelio. Walhall, 2008.
- Die große Sünderin. Line, 2009.
- Dokumente einer Sängerkarriere. Preiser, 2011.